# Liste der Universitäten und Hochschulen in Japan
Diese Liste umfasst alle öffentlichen und privaten Universitäten beziehungsweise Hochschulen (jap. 大学, Daigaku) in Japan. Die Hochschulen sind mit ihrem japanischen Namen in modifizierter Hepburn-Umschrift gelistet. Die Liste ist unterteilt in öffentliche (japanisch 公立, kōritsu) und private (japanisch 私立, shiritsu) Hochschulen. Innerhalb dieser Gruppen sind die Hochschulen nach Präfekturen und innerhalb dieser alphabetisch geordnet. Hochschulen mit mehreren Campus sind nur einmal unter der Präfektur ihres Hauptsitzes (法人本部, hōjin hombu) gelistet. Die Liste basiert auf einer Zusammenstellung japanischer Hochschulen, die von der Ōsaka Kyōiku Daigaku ins Internet gestellt wurde. (Stand: 10. Oktober 2004)

## Öffentliche (staatliche, präfekturale und städtische) Universitäten

### Präfektur Hokkaidō
- Asahikawa Ika Daigaku
- Asahikawa Shiritsu Daigaku (öffentlich seit 2023)
  - Asahikawa Daigaku
- Hokkaidō Daigaku
- Hokkaidō Kyōiku Daigaku
- Kitami Kōgyō Daigaku
- Kōritsu Chitose Kagaku Gijutsu Daigaku (öffentlich seit 2019)
- Kōritsu Hakodate Mirai Daigaku
- Kushiro Kōritsu Daigaku
- Muroran Kōgyō Daigaku
- Nayoro Shiritsu Daigaku (seit 2006)
- Obihiro Chikusan Daigaku
- Otaru Shōka Daigaku
- Sapporo Ika Daigaku
- Sapporo Shiritsu Daigaku (seit 2006)

### Präfektur Aomori
- Aomori Kenritsu Hoken Daigaku
- Aomori Kōritsu Daigaku
- Hirosaki Daigaku

### Präfektur Iwate
- Iwate Daigaku
- Iwate Kenritsu Daigaku

### Präfektur Miyagi
- Miyagi Daigaku
- Miyagi Kyōiku Daigaku
- Tōhoku Daigaku

### Präfektur Akita
- Akita Daigaku
- Akita Kenritsu Daigaku
- Akita Kōritsu Bijutsu Daigaku (seit 2013)
- Kokusai Kyōyō Daigaku

### Präfektur Yamagata
- Tōhoku Nōrin Semmonshoku Daigaku (seit 2024)
- Yamagata Daigaku
- Yamagata Kenritsu Hoken Iryō Daigaku
- Yamagata Kenritsu Yonezawa Eiyō Daigaku (seit 2014)

### Präfektur Fukushima
- Aizu Daigaku
- Fukushima Daigaku
- Fukushima Kenritsu Ika Daigaku

### Präfektur Ibaraki
- Ibaraki Daigaku
- Ibaraki Kenritsu Iryō Daigaku
- Nōgyōsha Daigakkō (in Tsukuba seit 2008, geschlossen 2012)
- Tsukuba Daigaku
- Tsukuba Gijutsu Daigaku (seit 2005)

### Präfektur Tochigi
- Utsunomiya Daigaku

### Präfektur Gunma
- Gunma Daigaku
- Gunma Kenritsu Joshi Daigaku
- Gunma Kenritsu Kemmin Kenkō Kagaku Daigaku (seit 2005)
- Maebashi Kōka Daigaku
- Takasaki Keizai Daigaku

### Präfektur Saitama
- Bōei Ika Daigakkō
- Saitama Daigaku
- Saitama Kenritsu Daigaku

### Präfektur Chiba
- Chiba Daigaku
- Chiba Kenritsu Hoken Iryō Daigaku (seit 2009)
- Hōsō Daigaku (privat seit 2003)
- Kishō Daigakkō

### Präfektur Tokio
- Denki Tsūshin Daigaku
- Hitotsubashi Daigaku
- Kōkū Hoan Daigakkō (Umzug in die Präfektur Osaka 2008)
- Kokudo Kōtsū Daigakkō
- Kokuritsu Kango Daigakkō
- Nōgyōsha Daigakkō (Umzug in die Präfektur Ibaraki 2008, geschlossen 2012)
- Ochanomizu Joshi Daigaku
- Seisaku Kenkyū Daigakuin Daigaku
- Shokugyō Nōryoku Kaihatsu Sōgō Daigakkō (in Kodaira seit 2013)
- Tōkyō Toritsu Daigaku (zusammengelegt 2005)
  - Tōkyō Toritsu Hoken Kagaku Daigaku
  - Tōkyō Toritsu Kagaku Gijutsu Daigaku
- Tokyō Toritsu Sangyō Gijutsu Daigakuin Daigaku (umbenannt 2020)
  - Sangyō Gijutsu Daigakuin Daigaku (seit 2006)
- Tōkyō Daigaku
- Tōkyō Gaikokugo Daigaku
- Tōkyō Gakugei Daigaku
- Tōkyō Geijutsu Daigaku
- Tōkyō Kagaku Daigaku (zusammengelegt 2024)
  - Tōkyō Ika Shika Daigaku
  - Tōkyō Kōgyō Daigaku
- Tōkyō Kaiyō Daigaku
- Tōkyō Nōkō Daigaku

### Präfektur Kanagawa
- Bōei Daigakkō
- Kanagawa Kenritsu Hoken Fukushi Daigaku
- Kawasaki Shiritsu Kango Daigaku (seit 2022)
- Shokugyō Nōryoku Kaihatsu Sōgō Daigakkō (Umzug in die Präfektur Tokio 2013)
- Sōgō Kenkyū Daigakuin Daigaku
- Yokohama Kokuritsu Daigaku
- Yokohama Shiritsu Daigaku

### Präfektur Niigata
- Jōetsu Kyōiku Daigaku
- Nagaoka Gijutsu Kagaku Daigaku
- Nagaoka Zōkei Daigaku (öffentlich seit 2014)
- Niigata Daigaku
- Niigata Kenritsu Kango Daigaku
- Niigata Kenritsu Daigaku (seit 2009)
- Sanjō Shiritsu Daigaku (seit 2021)

### Präfektur Toyama
- Toyama Daigaku (zusammengelegt 2005)
  - Toyama Ika Yakka Daigaku
- Toyama Kenritsu Daigaku

### Präfektur Ishikawa
- Hokuriku Sentan Kagaku Gijutsu Daigakuin Daigaku
- Ishikawa Kenritsu Kango Daigaku
- Ishikawa Kenritsu Daigaku (seit 2005)
- Kanazawa Bijutsu Kōgei Daigaku
- Kanazawa Daigaku
- Kōritsu Komatsu Daigaku (seit 2018)

### Präfektur Fukui
- Fukui Daigaku
- Fukui Kenritsu Daigaku
- Tsuruga Shiritsu Kango Daigaku (seit 2014)

### Präfektur Yamanashi
- Tsuru Bunka Daigaku
- Yamanashi Daigaku
- Yamanashi Kenritsu Daigaku (zusammengelegt 2005)
  - Yamanashi Kenritsu Kango Daigaku

### Präfektur Nagano
- Kōritsu Suwa Tōkyō Rika Daigaku (öffentlich seit 2018)
- Nagano-ken Kango Daigaku
- Nagano Kenritsu Daigaku (seit 2018)
- Nagano Daigaku (öffentlich seit 2017)
- Shinshū Daigaku

### Präfektur Gifu
- Gifu Daigaku
- Gifu Kenritsu Kango Daigaku
- Gifu Yakka Daigaku
- Jōhō Kagaku Geijutsu Daigakuin Daigaku

### Präfektur Shizuoka
- Hamamatsu Ika Daigaku
- Shizuoka Bunka Geijutsu Daigaku (öffentlich seit 2010)
- Shizuoka Daigaku
- Shizuoka Kenritsu Daigaku
- Shizuoka Kenritsu Nōrin Kankyō Semmonshoku Daigaku (seit 2020)
- Shizuoka Shakai Kenkō Igaku Daigakuin Daigaku (seit 2021)

### Präfektur Aichi
- Aichi Kenritsu Daigaku (zusammengelegt 2009)
  - Aichi Kenritsu Kango Daigaku
- Aichi Kenritsu Geijutsu Daigaku
- Aichi Kyōiku Daigaku
- Nagoya Daigaku
- Nagoya Kōgyō Daigaku
- Nagoya Shiritsu Daigaku
- Toyohashi Gijutsu Kagaku Daigaku

### Präfektur Mie
- Mie Daigaku
- Mie Kenritsu Kango Daigaku

### Präfektur Shiga
- Shiga Daigaku
- Shiga Ika Daigaku
- Shiga Kenritsu Daigaku

### Präfektur Kyōto
- Fukuchiyama Kōritsu Daigaku (öffentlich seit 2016)
  - Kyōto Sōsei Daigaku
- Kyōto Daigaku
- Kyōto Furitsu Daigaku
- Kyōto Furitsu Ika Daigaku
- Kyōto Kōgei Sen'i Daigaku
- Kyōto Kyōiku Daigaku
- Kyōto Shiritsu Geijutsu Daigaku

### Präfektur Osaka
- Kōkū Hoan Daigakkō (in Izumisano seit 2008)
- Ōsaka Daigaku (zusammengelegt 2007)
  - Ōsaka Gaikokugo Daigaku
- Ōsaka Kōritsu Daigaku (zusammengelegt 2022)
  - Ōsaka Furitsu Daigaku (zusammengelegt 2005)
    - Ōsaka Furitsu Kango Daigaku
    - Ōsaka Joshi Daigaku

  - Ōsaka Shiritsu Daigaku
- Ōsaka Kyōiku Daigaku

### Präfektur Hyōgo
- Geijutsu Bunka Kankō Semmonshoku Daigaku (seit 2021)
- Hyōgo Kenritsu Daigaku
- Hyōgo Kyōiku Daigaku
- Kaigi Daigakkō
- Kōbe Daigaku
- Kōbe-shi Gaikokugo Daigaku
- Kōbe-shi Kango Daigaku

### Präfektur Nara
- Nara Joshi Daigaku
- Nara Kenritsu Daigaku
- Nara Kenritsu Ika Daigaku
- Nara Kyōiku Daigaku
- Nara Sentan Kagaku Gijutsu Daigakuin Daigaku

### Präfektur Wakayama
- Wakayama Daigaku
- Wakayama Kenritsu Ika Daigaku

### Präfektur Tottori
- Kōritsu Tottori Kankyō Daigaku (öffentlich seit 2012)
- Tottori Daigaku

### Präfektur Shimane
- Shimane Daigaku
- Shimane Kenritsu Daigaku

### Präfektur Okayama
- Niimi Kōritsu Daigaku (seit 2010)
- Okayama Daigaku
- Okayama Kenritsu Daigaku

### Präfektur Hiroshima
- Eikei Daigaku (seit 2021)
- Fukuyama Shiritsu Daigaku (seit 2011)
- Hiroshima Daigaku
- Hiroshima Shiritsu Daigaku
- Kaijō Hoan Daigakkō
- Kenritsu Hiroshima Daigaku (zusammengelegt 2005)
  - Hiroshima Joshi Daigaku
  - Hiroshima Kenritsu Daigaku
  - Hiroshima Kenritsu Hoken Fukushi Daigaku
- Onomichi Shiritsu Daigaku (umbenannt 2012)
  - Onomichi Daigaku

### Präfektur Yamaguchi
- San’yō-Onoda Shiritsu Yamaguchi Tōkyō Rika Daigaku (öffentlich seit 2016)
- Shimonoseki Shiritsu Daigaku
- Shūnan Kōritsu Daigaku (öffentlich seit 2022)
  - Tokuyama Daigaku
- Suisan Daigakkō
- Yamaguchi Daigaku
- Yamaguchi Kenritsu Daigaku

### Präfektur Tokushima
- Tokushima Daigaku
- Naruto Kyōiku Daigaku

### Präfektur Kagawa
- Kagawa Daigaku
- Kagawa Kenritsu Hoken Iryō Daigaku

### Präfektur Ehime
- Ehime Daigaku
- Ehime Kenritsu Iryō Gijutsu Daigaku

### Präfektur Kōchi
- Kōchi Daigaku
- Kōchi Kenritsu Daigaku (umbenannt 2011)
  - Kōchi Joshi Daigaku
- Kōchi Kōka Daigaku (öffentlich seit 2009)

### Präfektur Fukuoka
- Fukuoka Joshi Daigaku
- Fukuoka Kenritsu Daigaku
- Fukuoka Kyōiku Daigaku
- Kitakyūshū Shiritsu Daigaku
- Kyūshū Daigaku
- Kyūshū Kōgyō Daigaku
- Kyūshū Shika Daigaku

### Präfektur Saga
- Saga Daigaku

### Präfektur Nagasaki
- Nagasaki Daigaku
- Nagasaki Kenritsu Daigaku (zusammengelegt 2008)
  - Kenritsu Nagasaki Shīboruto Daigaku

### Präfektur Kumamoto
- Kumamoto Daigaku
- Kumamoto Kenritsu Daigaku

### Präfektur Ōita
- Ōita Daigaku
- Ōita Kenritsu Kango Kagaku Daigaku

### Präfektur Miyazaki
- Kōkū Daigakkō
- Miyazaki Daigaku
- Miyazaki Kenritsu Kango Daigaku
- Miyazaki Kōritsu Daigaku

### Präfektur Kagoshima
- Kagoshima Daigaku
- Kanoya Taiiku Daigaku

### Präfektur Okinawa
- Meiō Daigaku (öffentlich seit 2010)
- Okinawa Kenritsu Geijutsu Daigaku
- Okinawa Kenritsu Kango Daigaku
- Ryūkyū Daigaku

## Private Universitäten

### Präfektur Hokkaidō
- Asahikawa Daigaku (öffentlich seit 2023)
- Chitose Kagaku Gijutsu Daigaku (öffentlich seit 2019)
- Fuji Joshi Daigaku
- Hakodate Daigaku
- Hokkai Gakuen Daigaku
- Hokkai Shōka Daigaku (umbenannt 2006)
  - Hokkai Gakuen Kitami Daigaku
- Hokkaidō Bunkyō Daigaku
- Hokkaidō Iryō Daigaku
- Hokkaidō Jōhō Daigaku
- Hokkaidō Kagaku Daigaku (umbenannt 2014)
  - Hokkaidō Kōgyō Daigaku
  - Hokkaidō Yakka Daigaku (zusammengelegt 2018)
- Hokkaidō Tōkai Daigaku (zusammengelegt zur Tōkai Daigaku 2008)
- Hokusei Gakuen Daigaku
- Hokushō Daigaku (umbenannt 2007)
  - Hokkaidō Asai Gakuen Daigaku
- Hokuyō Daigaku (umbenannt 2021)
  - Tomakomai Komazawa Daigaku
- Ikueikan Daigaku (umbenannt 2022)
  - Wakkanai Hokusei Gakuen Daigaku
- Nihon Sekijūji Hokkaidō Kango Daigaku
- Rakunō Gakuen Daigaku
- Sapporo Daigaku
- Sapporo Gakuin Daigaku
- Sapporo Hoken Iryō Daigaku (seit 2013)
- Sapporo Kokusai Daigaku
- Sapporo Ōtani Daigaku (seit 2006)
- Seisa Daigaku (Umzug in die Präfektur Kanagawa 2013)
- Seisa Dōto Daigaku (umbenannt 2017)
  - Dōto Daigaku
- Tenshi Daigaku

### Präfektur Aomori
- Aomori Chūō Gakuin Daigaku
- Aomori Daigaku
- Hachinohe Gakuin Daigaku (umbenannt 2013)
  - Hachinohe Daigaku
- Hachinohe Kōgyō Daigaku
- Hirosaki Gakuin Daigaku
- Hirosaki Iryō Fukushi Daigaku (seit 2009)
- Shibata Gakuen Daigaku (umbenannt 2021)
  - Tōhoku Joshi Daigaku

### Präfektur Iwate
- Fuji Daigaku
- Iwate Hoken Iryō Daigaku (seit 2017)
- Iwate Ika Daigaku
- Morioka Daigaku

### Präfektur Miyagi
- Ishinomaki Senshū Daigaku
- Miyagi Gakuin Joshi Daigaku
- Sendai Daigaku
- Sendai Shirayuri Joshi Daigaku
- Shōkei Gakuin Daigaku
- Tōhoku Bunka Gakuen Daigaku
- Tōhoku Fukushi Daigaku
- Tōhoku Gakuin Daigaku
- Tōhoku Ika Yakka Daigaku (umbenannt 2016)
  - Tōhoku Yakka Daigaku
- Tōhoku Kōgyō Daigaku
- Tōhoku Seikatsu Bunka Daigaku

### Präfektur Akita
- Akita Kango Fukushi Daigaku (seit 2005)
- Nōsu Ajia Daigaku (umbenannt 2007)
  - Akita Keizai Hōka Daigaku

### Präfektur Yamagata
- Dendō Mobiriti Shisutemu Semmonshoku Daigaku (seit 2023)
- Tōhoku Bunkyō Daigaku (seit 2010)
- Tōhoku Geijutsu Kōka Daigaku
- Tōhoku Kōeki Bunka Daigaku

### Präfektur Fukushima
- Fukushima Gakuin Daigaku
- Higashi Nihon Kokusai Daigaku
- Iryō Sōsei Daigaku (umbenannt 2019)
  - Iwaki Meisei Daigaku
- Kōriyama Joshi Daigaku
- Ōu Daigaku

### Präfektur Ibaraki
- Āru Iryō Semmonshoku Daigaku (seit 2022)
- Ibaraki Kirisutokyō Daigaku
- Nihon Werunesu Supōtsu Daigaku (seit 2012)
- Ryūtsū Keizai Daigaku
- Tokiwa Daigaku
- Tsukuba Gakuin Daigaku (umbenannt 2005)
  - Tsukuba Joshi Daigaku
- Tsukuba Kokusai Daigaku

### Präfektur Tochigi
- Ashikaga Daigaku (umbenannt 2018)
  - Ashikaga Kōgyō Daigaku
- Bunsei Geijutsu Daigaku
- Dokkyō Ika Daigaku
- Hakuō Daigaku
- Jichi Ika Daigaku
- Kokusai Iryō Fukushi Daigaku
- Sakushin Gakuin Daigaku
- Utsunomiya Kyōwa Daigaku (umbenannt 2006)
  - Nasu Daigaku

### Präfektur Gunma
- Gunma Iryō Fukushi Daigaku (umbenannt 2010)
  - Gunma Shakai Fukushi Daigaku
- Gunma Pāsu Daigaku (seit 2005)
- Ikuei Daigaku (seit 2018)
- Jōbu Daigaku
- Kantō Gakuen Daigaku
- Kiryū Daigaku (seit 2008)
- Kyōai Gakuen Maebashi Kokusai Daigaku
- Takasaki Kenkō Fukushi Daigaku
- Takasaki Shōka Daigaku
- Tōkyō Fukushi Daigaku

### Präfektur Saitama
- Atomi Gakuen Joshi Daigaku
- Bunkyō Daigaku
- Bunkyō Gakuin Daigaku
- Dokkyō Daigaku
- Heisei Kokusai Daigaku
- Jōsai Daigaku
- Joshi Eiyō Daigaku
- Jūmonji Gakuen Joshi Daigaku
- Kyōei Daigaku
- Meikai Daigaku
- Mejiro Daigaku
- Monotsukuri Daigaku
- Musashino Gakuin Daigaku
- Nihon Kōgyō Daigaku
- Nihon Yakka Daigaku
- Ningen Sōgō Kagaku Daigaku
- Saitama Gakuen Daigaku
- Saitama Ika Daigaku
- Saitama Kōgyō Daigaku
- Seibu Bunri Daigaku
- Seigakuin Daigaku
- Shōbi Gakuen Daigaku
- Surugadai Daigaku
- Tōhō Ongaku Daigaku
- Tōkyō Kokusai Daigaku
- Urawa Daigaku

### Präfektur Chiba
- Aikoku Gakuen Daigaku
- Chiba Kagaku Daigaku
- Chiba Keizai Daigaku
- Chiba Kōgyō Daigaku
- Chiba Shōka Daigaku
- Chūō Gakuin Daigaku
- Edogawa Daigaku
- Hōsō Daigaku (privat seit 2003)
- Jōsai Kokusai Daigaku
- Kanda Gaigo Daigaku
- Keiai Daigaku
- Kokusai Budō Daigaku
- Nihonbashi Gakkan Daigaku
- Reitaku Daigaku
- Seitoku Daigaku
- Seiwa Daigaku
- Shukutoku Daigaku
- Shūmei Daigaku
- Teikyō Heisei Daigaku
- Tōkyō Jōhō Daigaku
- Tōkyō Kirisutokyō Daigaku
- Tōkyō Seitoku Daigaku
- Tōkyō Shika Daigaku
- Wayō Joshi Daigaku

### Präfektur Tokio
- Ajia Daigaku
- Aoyama Gakuin Daigaku
- Bunka Joshi Daigaku
- Chōsen Daigakkō
- Chūō Daigaku
- Daitō Bunka Daigaku
- Gakushūin Daigaku
- Gakushūin Joshi Daigaku
- Hōsei Daigaku
- Hoshi Yakka Daigaku
- Jissen Joshi Daigaku
- Jōchi Daigaku
- Juntendō Daigaku
- Kaetsu Daigaku
- Keiō Gijuku Daigaku
- Keisen Jogakuen Daigaku
- Kitasato Daigaku
- Kōgakuin Daigaku
- Kokugakuin Daigaku
- Kokusai Bukkyōgaku Daigakuin Daigaku
- Kokusai Kirisutokyō Daigaku
- Kokushikan Daigaku
- Komazawa Daigaku
- Komazawa Joshi Daigaku
- Kunitachi Ongaku Daigaku
- Kyōrin Daigaku
- Kyōritsu Joshi Daigaku
- Kyōritsu Yakka Daigaku
- LEC Tōkyō Rīgarumaindo Daigaku
- Meiji Daigaku
- Meiji Gakuin Daigaku
- Meiji Yakka Daigaku
- Meisei Daigaku
- Musashi Daigaku
- Musashino Bijutsu Daigaku
- Musashino Daigaku
- Musashino Ongaku Daigaku
- Nihon Bunka Daigaku
- Nihon Daigaku
- Nihon Ika Daigaku
- Nihon Joshi Daigaku
- Nihon Joshi Taiiku Daigaku
- Nihon Jūi Chikusan Daigaku
- Nihon Sekijūji Kango Daigaku
- Nihon Shakai Jigyō Daigaku
- Nihon Shika Daigaku
- Nippon Taiiku Daigaku
- Nishō Gakusha Daigaku
- Ōbirin Daigaku
- Ōtsuma Joshi Daigaku
- Rikkyō Daigaku
- Risshō Daigaku
- Rūteru Gakuin Daigaku
- Seibo Daigaku
- Seijō Daigaku
- Seikei Daigaku
- Sei Ruka Kango Daigaku
- Seisen Joshi Daigaku
- Seishin Joshi Daigaku
- Senshū Daigaku
- Shibaura Kōgyō Daigaku
- Shirayuri Joshi Daigaku
- Shōwa Daigaku
- Shōwa Joshi Daigaku
- Shōwa Yakka Daigaku
- Sōka Daigaku
- Sugino Fukushoku Daigaku
- Taishō Daigaku
- Takachiho Daigaku
- Takushoku Daigaku
- Tama Bijutsu Daigaku
- Tama Daigaku
- Tamagawa Daigaku
- Teikyō Daigaku
- Tōhō Daigaku
- Tōhō Gakuen Daigaku
- Tōkai Daigaku
- Tōkyō Denki Daigaku
- Tōkyō Fuji Daigaku
- Tōkyō Ika Daigaku
- Tōkyō Jikeikai Ika Daigaku
- Tōkyō Joshi Daigaku
- Tōkyō Joshi Ika Daigaku
- Tōkyō Joshi Taiiku Daigaku
- Tōkyō Junshin Joshi Daigaku
- Tōkyō Kasei Daigaku
- Tōkyō Kasei Gakuin Daigaku
- Tōkyō Keizai Daigaku
- Tōkyō Kōgei Daigaku
- Tōkyō Kōka Daigaku
- Tōkyō Nōgyō Daigaku
- Tōkyō Ongaku Daigaku
- Tōkyō Rika Daigaku
- Tōkyō Shingaku Daigaku
- Tōkyō Toshi Daigaku
- Tōkyō Yakka Daigaku
- Tōkyō Zōkei Daigaku
- Tōyō Daigaku
- Tōyō Gakuen Daigaku
- Tsuda Juku Daigaku
- Ueno Gakuen Daigaku
- Wakō Daigaku
- Waseda Daigaku

### Präfektur Kanagawa
- Azabu Daigaku
- Den’enchōfu Gakuen Daigaku
- Ferisu Jogakuin Daigaku
- Joshibiijutsu Daigaku
- Kamakura Joshi Daigaku
- Kanagawa Daigaku
- Kanagawa Kōka Daigaku
- Kanagawa Shika Daigaku
- Kantō Gakuin Daigaku
- Sagami Joshi Daigaku
- Sannō Daigaku
- Sei Marianna Ika Daigaku
- Senzoku Gakuen Daigaku
- Shōin Daigaku
- Shōnan Kōka Daigaku
- Shōwa Ongaku Daigaku
- Tōin Yokohama Daigaku
- Tōyō Eiwa Jogakuin Daigaku
- Tsurumi Daigaku
- Yashima Gakuen Daigaku
- Yokohama Shōka Daigaku

### Präfektur Niigata
- Keiwa Gakuen Daigaku
- Kokusai Daigaku
- Nagaoka Daigaku
- Niigata Iryō Fukushi Daigaku
- Niigata Keiei Daigaku
- Niigata Kōka Daigaku
- Niigata Kokusai Jōhō Daigaku
- Niigata Sangyō Daigaku
- Niigata Seiryō Daigaku
- Niigata Yakka Daigaku

### Präfektur Toyama
- Takaoka Hōka Daigaku
- Tōhō Gakuen Daigakuin Daigaku
- Toyama Kokusai Daigaku

### Präfektur Ishikawa
- Hokuriku Daigaku
- Hokuriku Gakuin Daigaku
- Kanazawa Gakuin Daigaku
- Kanazawa Ika Daigaku
- Kanazawa Kōgyō Daigaku
- Kanazawa Seiryō Daigaku
- Kinjō Daigaku

### Präfektur Fukui
- Fukui Kōgyō Daigaku
- Jin’ai Daigaku

### Präfektur Yamanashi
- Kenkō Kagaku Daigaku
- Minobusan Daigaku
- Teikyō Kagaku Daigaku
- Yamanashi Eiwa Daigaku
- Yamanashi Gakuin Daigaku

### Präfektur Nagano
- Matsumoto Daigaku
- Matsumoto Shika Daigaku
- Nagano Daigaku (öffentlich seit 2017)
- Seisen Jogakuin Daigaku
- Suwa Tōkyō Rika Daigaku (öffentlich seit 2018)

### Präfektur Gifu
- Asahi Daigaku
- Chūbu Gakuin Daigaku
- Chūkyō Gakuin Daigaku
- Gifu Joshi Daigaku
- Gifu Kyōritsu Daigaku (umbenannt 2019)
  - Gifu Keizai Daigaku
- Gifu Shōtoku Gakuen Daigaku
- Tōkai Joshi Daigaku

### Präfektur Shizuoka
- Fuji Tokoha Daigaku
- Hamamatsu Daigaku
- Hamamatsu Gakuin Daigaku
- Seirei Kurisutofā Daigaku
- Shizuoka Bunka Geijutsu Daigaku (öffentlich seit 2010)
- Shizuoka Eiwa Daigaku
- Shizuoka Fukushi Daigaku
- Shizuoka Rikōka Daigaku
- Shizuoka Sangyō Daigaku
- Tokoha Gakuen Daigaku

### Präfektur Aichi
- Aichi Bunkyō Daigaku
- Aichi Daigaku
- Aichi Gakuin Daigaku
- Aichi Gakusen Daigaku
- Aichi Ika Daigaku
- Aichi Kōgyō Daigaku
- Aichi Kōka Daigaku
- Aichi Mizuho Daigaku
- Aichi Sangyō Daigaku
- Aichi Shinshiro Ōtani Daigaku
- Aichi Shukutoku Daigaku
- Chūbu Daigaku
- Chūkyō Daigaku
- Chūkyō Joshi Daigaku
- Daidō Kōgyō Daigaku
- Dōhō Daigaku
- Fujita Hoken Eisei Daigaku
- Kinjō Gakuin Daigaku
- Meijō Daigaku
- Nagoya Bunri Daigaku
- Nagoya Gaikokugo Daigaku
- Nagoya Gakuin Daigaku
- Nagoya Geijutsu Daigaku
- Nagoya Joshi Daigaku
- Nagoya Keizai Daigaku
- Nagoya Sangyō Daigaku
- Nagoya Shōka Daigaku
- Nagoya Zōkei Geijutsu Daigaku
- Nanzan Daigaku
- Nihon Fukushi Daigaku
- Nihon Sekijūji Toyota Kango Daigaku
- Ningen Kankyō Daigaku
- Seijō Daigaku
- Sugiyama Jogakuen Daigaku
- Tōhō Gakuen Daigaku
- Tōkai Gakuen Daigaku
- Toyohashi Sōzō Daigaku
- Toyota Kōgyō Daigaku
- Ōka Gakuen Daigaku

### Präfektur Mie
- Kōgakkan Daigaku
- Suzuka Iryō Kagaku Gijutsu Daigaku
- Suzuka Kokusai Daigaku
- Mie Chūkyō Daigaku
- Yokkaichi Daigaku

### Präfektur Shiga
- Biwako Seikei Supōtsu Daigaku
- Heian Jogakuin Daigaku
- Nagahama Baio Daigaku
- Seian Zōkei Daigaku
- Seisen Daigaku

### Präfektur Kyōto
- Bukkyō Daigaku
- Dōshisha Daigaku
- Dōshisha Joshi Daigaku
- Hanazono Daigaku
- Kyōto Bunkyō Daigaku
- Kyōto Gaikokugo Daigaku
- Kyōto Gakuen Daigaku
- Kyōto Joshi Daigaku
- Kyōto Kōka Joshi Daigaku
- Kyōto Nōtorudamu Joshi Daigaku
- Kyōto Saga Geijutsu Daigaku
- Kyōto Sangyō Daigaku
- Kyōto Seika Daigaku
- Kyōto Tachibana Joshi Daigaku
- Kyōto Yakka Daigaku
- Kyōto Zōkei Geijutsu Daigaku
- Meiji Shinkyū Daigaku
- Ōtani Daigaku
- Ritsumeikan Daigaku
- Ryūkoku Daigaku
- Shuchiin Daigaku

### Präfektur Osaka
- Aino Daigaku
- Baika Joshi Daigaku
- Hagoromo Kokusai Daigaku
- Hannan Daigaku
- Higashi-Ōsaka Daigaku
- Jikei Iryō Kagaku Daigaku (seit 2021)
- Kansai Daigaku
- Kansai Fukushi Kagaku Daigaku
- Kansai Gaikokugo Daigaku
- Kansai Ika Daigaku
- Kansai Iryō Daigaku (umbenannt 2007)
  - Kansai Shinkyū Daigaku
- Kinki Daigaku
- Momoyama Gakuin Daigaku
- Momoyama Gakuin Kyōiku Daigaku (umbenannt 2018)
  - Pūru Gakuin Daigaku
- Morinomiya Iryō Daigaku (seit 2007)
- Ōsaka Aoyama Daigaku (seit 2005)
- Ōsaka Butsuryō Daigaku (seit 2011)
- Ōsaka Denki Tsūshin Daigaku
- Ōsaka Gakuin Daigaku
- Ōsaka Geijutsu Daigaku
- Ōsaka Hoken Iryō Daigaku (seit 2009)
- Ōsaka Ika Yakka Daigaku (zusammengelegt 2021)
  - Ōsaka Ika Daigaku
  - Ōsaka Yakka Daigaku
- Ōsaka Jogakuin Daigaku
- Ōsaka Kawasaki Rihabiritēshon Daigaku (seit 2006)
- Ōsaka Keizai Daigaku
- Ōsaka Keizai Hōka Daigaku
- Ōsaka Kōgyō Daigaku
- Ōsaka Kokusai Daigaku
- Ōsaka Kokusai Kōka Semmonshoku Daigaku (seit 2021)
- Ōsaka Meijō Daigaku
- Ōsaka Ningen Kagaku Daigaku
- Ōsaka Ongaku Daigaku
- Ōsaka Ōtani Daigaku (umbenannt 2006)
  - Ōtani Joshi Daigaku
- Ōsaka Sangyō Daigaku
- Ōsaka Seikei Daigaku
- Ōsaka Shika Daigaku
- Ōsaka Shin’ai Gakuin Daigaku (seit 2022)
- Ōsaka Shōgyō Daigaku
- Ōsaka Shōin Joshi Daigaku
- Ōsaka Sōgō Hoiku Daigaku (seit 2006)
- Ōsaka Taiiku Daigaku
- Ōsaka Yukioka Iryō Daigaku (seit 2012)
- Ōtemon Gakuin Daigaku
- Senri Kinran Daigaku
- Setsunan Daigaku
- Shijōnawate Gakuen Daigaku (seit 2005)
- Shitennō-ji Daigaku (umbenannt 2008)
  - Shitennō-ji Kokusai Bukkyō Daigaku
- Sōai Daigaku
- Taisei Gakuin Daigaku
- Tezukayama Gakuin Daigaku
- Tokiwakai Gakuen Daigaku
- Yamato Daigaku (seit 2014)

### Präfektur Hyōgo
- Ashiya Daigaku
- Himeji Dokkyō Daigaku
- Hyōgo Daigaku
- Hyōgo Ika Daigaku
- Kansai Fukushi Daigaku
- Kansai Kokusai Daigaku
- Kansei Gakuin Daigaku (zusammengelegt 2009)
  - Seiwa Daigaku
- Kinki Fukushi Daigaku
- Kōbe Gakuin Daigaku
- Kōbe Geijutsu Kōka Daigaku
- Kōbe Jogakuin Daigaku
- Kōbe Joshi Daigaku
- Kōbe Kaisei Joshi Gakuin Daigaku
- Kōbe Kokusai Daigaku
- Kōbe Shinwa Joshi Daigaku
- Kōbe Shōin Joshi Gakuin Daigaku
- Kōbe Yakka Daigaku
- Kōbe Yamate Daigaku
- Kōnan Daigaku
- Kōnan Joshi Daigaku
- Kōshien Daigaku
- Mukogawa Joshi Daigaku
- Ōtemae Daigaku
- Ryūtsū Kagaku Daigaku
- Sei Tomasu Daigaku
- Sonoda Gakuen Joshi Daigaku
- Takarazuka Zōkei Geijutsu Daigaku

### Präfektur Nara
- Kiō Daigaku
- Nara Daigaku
- Nara Sangyō Daigaku
- Tenri Daigaku
- Tezukayama Daigaku

### Präfektur Wakayama
- Kōyasan Daigaku

### Präfektur Tottori
- Tottori Kango Daigaku (seit 2015)
- Tottori Kankyō Daigaku (öffentlich seit 2012)

### Präfektur Okayama
- Chūgoku Gakuen Daigaku
- Kawasaki Ika Daigaku
- Kawasaki Iryō Fukushi Daigaku
- Kibi Kokusai Daigaku
- Kurashiki Geijutsu Kagaku Daigaku
- Kurashiki Sakuyō Daigaku
- Mimasaka Daigaku
- Nōtorudamu Seishin Joshi Daigaku
- Okayama Gakuin Daigaku
- Okayama Rika Daigaku
- Okayama Shōka Daigaku
- San’yō Gakuen Daigaku
- Shūjitsu Daigaku

### Präfektur Hiroshima
- Erizabeto Ongaku Daigaku
- Fukuyama Daigaku
- Fukuyama Heisei Daigaku
- Hijiyama Daigaku
- Hiroshima Bunkyō Joshi Daigaku
- Hiroshima Jogakuin Daigaku
- Hiroshima Keizai Daigaku
- Hiroshima Kōgyō Daigaku
- Hiroshima Kokusai Daigaku
- Hiroshima Kokusai Gakuin Daigaku
- Hiroshima Shūdō Daigaku
- Kure Daigaku
- Nihon Sekijūji Hiroshima Kango Daigaku
- Yasuda Joshi Daigaku

### Präfektur Yamaguchi
- Baikō Jogakuin Daigaku
- Hagi Kokusai Daigaku
- Tōa Daigaku
- Tokuyama Daigaku (öffentlich seit 2022)
- Ube Furontia Daigaku
- Yamaguchi Tōkyō Rika Daigaku (öffentlich seit 2016)

### Präfektur Tokushima
- Shikoku Daigaku
- Tokushima Bunri Daigaku

### Präfektur Kagawa
- Shikoku Gakuin Daigaku
- Takamatsu Daigaku

### Präfektur Ehime
- Matsuyama Daigaku
- Matsuyama Shinonome Joshi Daigaku
- Sei Katarina Joshi Daigaku

### Präfektur Kōchi
- Kōchi Kōka Daigaku (öffentlich seit 2009)

### Präfektur Fukuoka
- Chikushi Jogakuen Daigaku
- Daiichi Fukushi Daigaku
- Daiichi Keizai Daigaku
- Daiichi Yakka Daigaku
- Fukuoka Daigaku
- Fukuoka Jogakuin Daigaku
- Fukuoka Kōgyō Daigaku
- Fukuoka Kokusai Daigaku
- Fukuoka Shika Daigaku
- Kurume Daigaku
- Kurume Kōgyō Daigaku
- Kyūshū Eiyō Fukushi Daigaku
- Kyūshū Jōhō Daigaku
- Kyūshū Joshi Daigaku
- Kyūshū Kokusai Daigaku
- Kyūshū Kyōritsu Daigaku
- Kyūshū Sangyō Daigaku
- Nakamura Gakuen Daigaku
- Nihon Sekijūji Kyūshū Kango Daigaku
- Nishinihon Kōgyō Daigaku
- Sangyō Ika Daigaku
- Seinan Gakuin Daigaku
- Seinan Jogakuin Daigaku
- Tōwa Daigaku

### Präfektur Saga
- Nishi Kyūshū Daigaku

### Präfektur Nagasaki
- Kassui Joshi Daigaku
- Nagasaki Gaikokugo Daigaku
- Nagasaki Junshin Daigaku
- Nagasaki Kokusai Daigaku
- Nagasaki Sōgō Kagaku Daigaku
- Nagasaki Uesureyan Daigaku

### Präfektur Kumamoto
- Heisei Ongaku Daigaku
- Kumamoto Gakuen Daigaku
- Kyūshū Kango Fukushi Daigaku
- Kyūshū Rūteru Gakuin Daigaku
- Kyūshū Tōkai Daigaku
- Shōkei Daigaku
- Sōjō Daigaku

### Präfektur Ōita
- Beppu Daigaku
- Nihon Bunri Daigaku
- Ritsumeikan Ajia Taiheiyō Daigaku

### Präfektur Miyazaki
- Kyūshū Hoken Fukushi Daigaku
- Minami Kyūshū Daigaku
- Miyazaki Kokusai Daigaku
- Miyazaki Sangyō Keizai Daigaku

### Präfektur Kagoshima
- Daiichi Kōgyō Daigaku
- Kagoshima Junshin Joshi Daigaku
- Kagoshima Kokusai Daigaku
- Shigakukan Daigaku

### Präfektur Okinawa
- Meiō Daigaku (öffentlich seit 2010)
- Okinawa Daigaku
- Okinawa Kagaku Gijutsu Daigakuin Daigaku (seit 2011)
- Okinawa Kirisutokyō Gakuin Daigaku
- Okinawa Kokusai Daigaku